# Belleville-sur-Loire
Pour les articles homonymes, voir Belleville.
Belleville-sur-Loire est une commune française située dans le département du Cher, en région Centre-Val de Loire.

## Géographie

### Climat
Pour des articles plus généraux, voir Climat du Centre-Val de Loire et Climat du Cher.
En 2010, le climat de la commune est de type climat océanique dégradé des plaines du Centre et du Nord, selon une étude du CNRS s'appuyant sur une série de données couvrant la période 1971-2000. En 2020, Météo-France publie une typologie des climats de la France métropolitaine dans laquelle la commune est exposée à un climat océanique altéré et est dans la région climatique  Centre et contreforts nord du Massif Central, caractérisée par un air sec en été et un bon ensoleillement. 
Pour la période 1971-2000, la température annuelle moyenne est de 11 °C, avec une amplitude thermique annuelle de 15,7 °C. Le cumul annuel moyen de précipitations est de 720 mm, avec 11 jours de précipitations en janvier et 7,1 jours en juillet. Pour la période 1991-2020, la température moyenne annuelle observée sur la station météorologique la plus proche, située sur la commune de Léré à 4 km à vol d'oiseau, est de 11,6 °C et le cumul annuel moyen de précipitations est de 710,5 mm,. Pour l'avenir, les paramètres climatiques de la commune estimés pour 2050 selon différents scénarios d'émission de gaz à effet de serre sont consultables sur un site dédié publié par Météo-France en novembre 2022.
| Mois                                  | jan.           | fév.           | mars           | avril         | mai           | juin          | jui.          | août           | sep.          | oct.          | nov.             | déc.           | année      |
| ------------------------------------- | -------------- | -------------- | -------------- | ------------- | ------------- | ------------- | ------------- | -------------- | ------------- | ------------- | ---------------- | -------------- | ---------- |
| Température minimale moyenne (°C)     | 0,8            | 0,5            | 2,4            | 4,4           | 8,1           | 11,4          | 13            | 12,7           | 9,3           | 7,2           | 3,6              | 1,3            | 6,2        |
| Température moyenne (°C)              | 4,1            | 4,8            | 7,8            | 10,7          | 14,3          | 18            | 19,8          | 19,6           | 16            | 12,4          | 7,5              | 4,6            | 11,6       |
| Température maximale moyenne (°C)     | 7,4            | 9              | 13,2           | 16,9          | 20,5          | 24,5          | 26,6          | 26,6           | 22,7          | 17,6          | 11,4             | 8              | 17         |
| Record de froid (°C) date du record   | −11,9 13.01.03 | −13,3 09.02.12 | −12,4 01.03.05 | −6,4 04.04.22 | −1,4 03.05.21 | 1,9 12.06.11  | 4,8 21.07.08  | 2,8 30.08.1998 | −1,2 20.09.12 | −6,7 19.10.09 | −10,9 24.11.1998 | −11,2 19.12.07 | −13,3 2012 |
| Record de chaleur (°C) date du record | 16,5 01.01.23  | 21,7 27.02.19  | 26,3 31.03.21  | 29,3 20.04.18 | 31,5 25.05.09 | 39,8 27.06.19 | 41,9 25.07.19 | 40,4 11.08.03  | 36,4 10.09.23 | 30,7 13.10.23 | 23,4 07.11.15    | 17,9 05.12.06  | 41,9 2019  |
| Précipitations (mm)                   | 55,7           | 48,2           | 49,9           | 58,3          | 67,4          | 55,4          | 61,6          | 59,3           | 58,6          | 65,4          | 66,4             | 64,3           | 710,5      |

## Urbanisme

### Typologie
Au 1er janvier 2024, Belleville-sur-Loire est catégorisée bourg rural, selon la nouvelle grille communale de densité à 7 niveaux définie par l'Insee en 2022.
Elle appartient à l'unité urbaine de Léré, une agglomération intra-départementale dont elle est ville-centre,. La commune est en outre hors attraction des villes,.

### Occupation des sols
L'occupation des sols de la commune, telle qu'elle ressort de la base de données européenne d’occupation biophysique des sols Corine Land Cover (CLC), est marquée par l'importance des territoires agricoles (63,4 % en 2018), une proportion identique à celle de 1990 (63,4 %). La répartition détaillée en 2018 est la suivante : 
terres arables (35,7 %), zones industrielles ou commerciales et réseaux de communication (15,5 %), zones agricoles hétérogènes (13,9 %), prairies (13,8 %), zones urbanisées (8 %), forêts (8 %), eaux continentales (4,4 %), milieux à végétation arbustive et/ou herbacée (0,6 %).
L'évolution de l’occupation des sols de la commune et de ses infrastructures peut être observée sur les différentes représentations cartographiques du territoire : la carte de Cassini (XVIIIe siècle), la carte d'état-major (1820-1866) et les cartes ou photos aériennes de l'IGN pour la période actuelle (1950 à aujourd'hui).

### Risques majeurs
Le territoire de la commune de Belleville-sur-Loire est vulnérable à différents aléas naturels : météorologiques (tempête, orage, neige, grand froid, canicule ou sécheresse), inondations, mouvements de terrains et séisme (sismicité très faible). Il est également exposé à deux risques technologiques,  le transport de matières dangereuses et. Un site publié par le BRGM permet d'évaluer simplement et rapidement les risques d'un bien localisé soit par son adresse soit par le numéro de sa parcelle.

#### Risques naturels
Certaines parties du territoire communal sont susceptibles d’être affectées par le risque d’inondation par débordement de cours d'eau, notamment le canal latéral à la Loire, la Loire et le Balance. La commune a été reconnue en état de catastrophe naturelle au titre des dommages causés par les inondations et coulées de boue survenues en 1982, 1999, 2001, 2003 et 2016,.

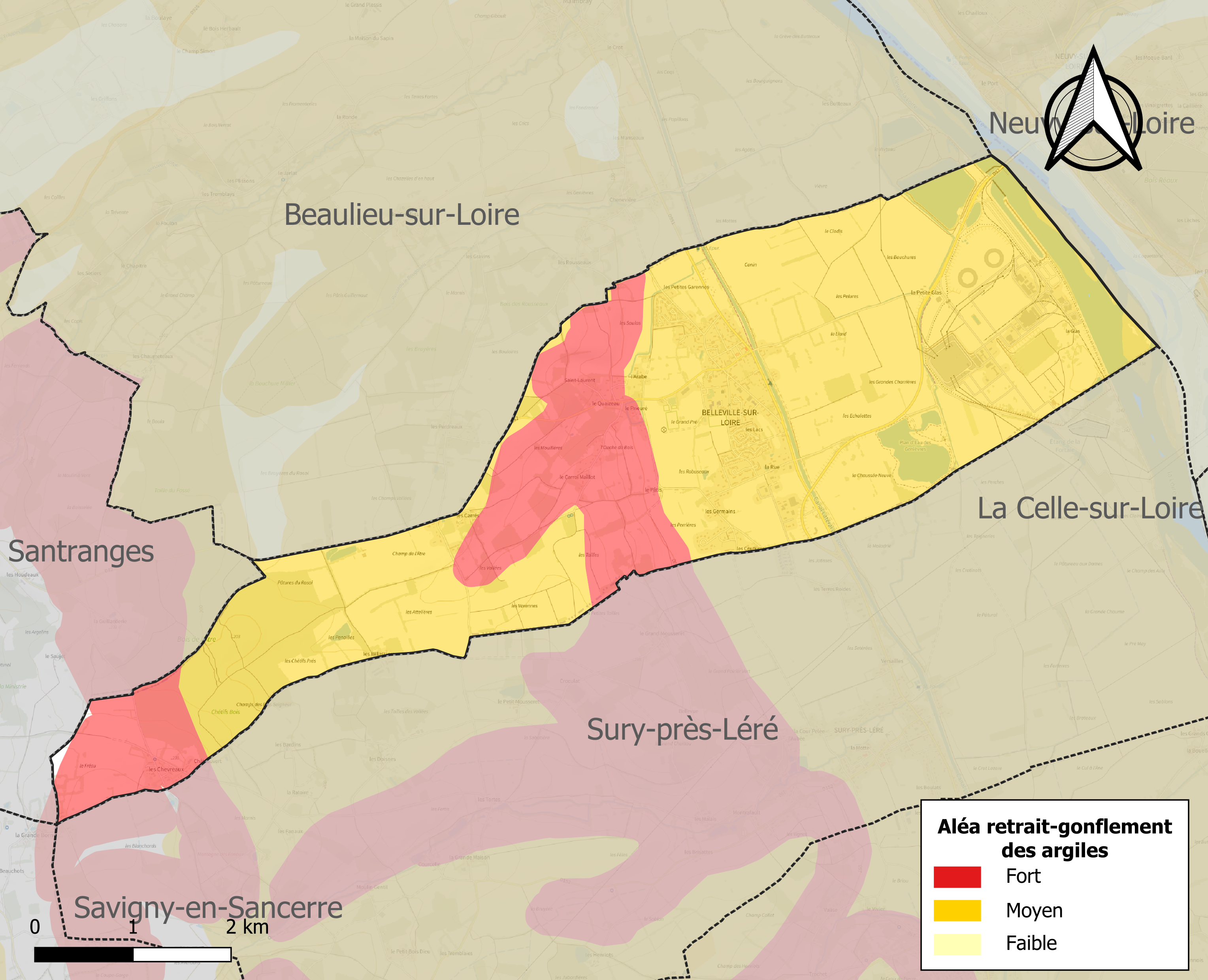
Carte des zones d'aléa retrait-gonflement des sols argileux de Belleville-sur-Loire.

La commune est vulnérable au risque de mouvements de terrains constitué principalement du retrait-gonflement des sols argileux. Cet aléa est susceptible d'engendrer des dommages importants aux bâtiments en cas d’alternance de périodes de sécheresse et de pluie. 99,7 % de la superficie communale est en aléa moyen ou fort (90 % au niveau départemental et 48,5 % au niveau national). Sur les 543 bâtiments dénombrés sur la commune en 2019, 543 sont en aléa moyen ou fort, soit 100 %, à comparer aux 83 % au niveau départemental et 54 % au niveau national. Une cartographie de l'exposition du territoire national au retrait gonflement des sols argileux est disponible sur le site du BRGM,.
Concernant les mouvements de terrains, la commune a été reconnue en état de catastrophe naturelle au titre des dommages causés par la sécheresse en 2003, 2011, 2018, 2019 et 2020 et par des mouvements de terrain en 1999.

#### Risques technologiques
Le risque de transport de matières dangereuses sur la commune est lié à sa traversée par des infrastructures routières ou ferroviaires importantes ou la présence d'une canalisation de transport d'hydrocarbures. Un accident se produisant sur de telles infrastructures est en effet susceptible d’avoir des effets graves au bâti ou aux personnes jusqu’à 350 m, selon la nature du matériau transporté. Des dispositions d’urbanisme peuvent être préconisées en conséquence.
En cas d’accident grave, certaines installations nucléaires sont susceptibles de rejeter dans l’atmosphère de l’iode radioactif. La commune étant située à proximité de la centrale nucléaire de Belleville, elle est exposée au risque nucléaire. À ce titre les habitants de la commune ont bénéficié, à titre préventif, d'une distribution de comprimés d’iode stable dont l’ingestion avant rejet radioactif permet de pallier les effets sur la thyroïde d’une exposition à de l’iode radioactif. En cas d'incident ou d'accident nucléaire, des consignes de confinement ou d'évacuation peuvent être données et les habitants peuvent être amenés à ingérer, sur ordre du préfet, les comprimés en leur possession.

## Toponymie
Belleville : il s'agit d'une Bella Villa, un « beau domaine ».

## Politique et administration

### Liste des maires
| Période                                  | Période  | Identité              | Étiquette | Qualité                         |
| ---------------------------------------- | -------- | --------------------- | --------- | ------------------------------- |
| avril 2014                               | mai 2020 | Patrick Bagot         |           | Industriel, chef d'entreprise   |
| mai 2020                                 | en cours | Bruno Van Der Putten, | DVG       | Contremaître, agent de maîtrise |
| Les données manquantes sont à compléter. |          |                       |           |                                 |

### Politique environnementale
Dans son palmarès 2016, le Conseil National des Villes et Villages Fleuris de France a attribué trois fleurs à la commune au Concours des villes et villages fleuris.

## Démographie
L'évolution du nombre d'habitants est connue à travers les recensements de la population effectués dans la commune depuis 1793. Pour les communes de moins de 10 000 habitants, une enquête de recensement portant sur toute la population est réalisée tous les cinq ans, les populations de référence des années intermédiaires étant quant à elles estimées par interpolation ou extrapolation. Pour la commune, le premier recensement exhaustif entrant dans le cadre du nouveau dispositif a été réalisé en 2005.

En 2022, la commune comptait 990 habitants, en évolution de −6,07 % par rapport à 2016 (Cher : −2,48 %, France hors Mayotte : +2,11 %).
| 1793 | 1800 | 1806 | 1821 | 1831 | 1836 | 1841 | 1846 | 1851 |
| ---- | ---- | ---- | ---- | ---- | ---- | ---- | ---- | ---- |
| 501  | 471  | 549  | 518  | 562  | 569  | 544  | 540  | 546  |

| 1856 | 1861 | 1866 | 1872 | 1876 | 1881 | 1886 | 1891 | 1896 |
| ---- | ---- | ---- | ---- | ---- | ---- | ---- | ---- | ---- |
| 541  | 535  | 604  | 630  | 630  | 618  | 630  | 625  | 617  |

| 1901 | 1906 | 1911 | 1921 | 1926 | 1931 | 1936 | 1946 | 1954 |
| ---- | ---- | ---- | ---- | ---- | ---- | ---- | ---- | ---- |
| 619  | 603  | 576  | 513  | 480  | 483  | 465  | 411  | 386  |

| 1962 | 1968 | 1975 | 1982 | 1990  | 1999  | 2005  | 2006  | 2010  |
| ---- | ---- | ---- | ---- | ----- | ----- | ----- | ----- | ----- |
| 321  | 352  | 288  | 448  | 1 009 | 1 088 | 1 049 | 1 042 | 1 042 |

| 2015  | 2020 | 2022 | - | - | - | - | - | - |
| ----- | ---- | ---- | - | - | - | - | - | - |
| 1 054 | 986  | 990  | - | - | - | - | - | - |

## Économie

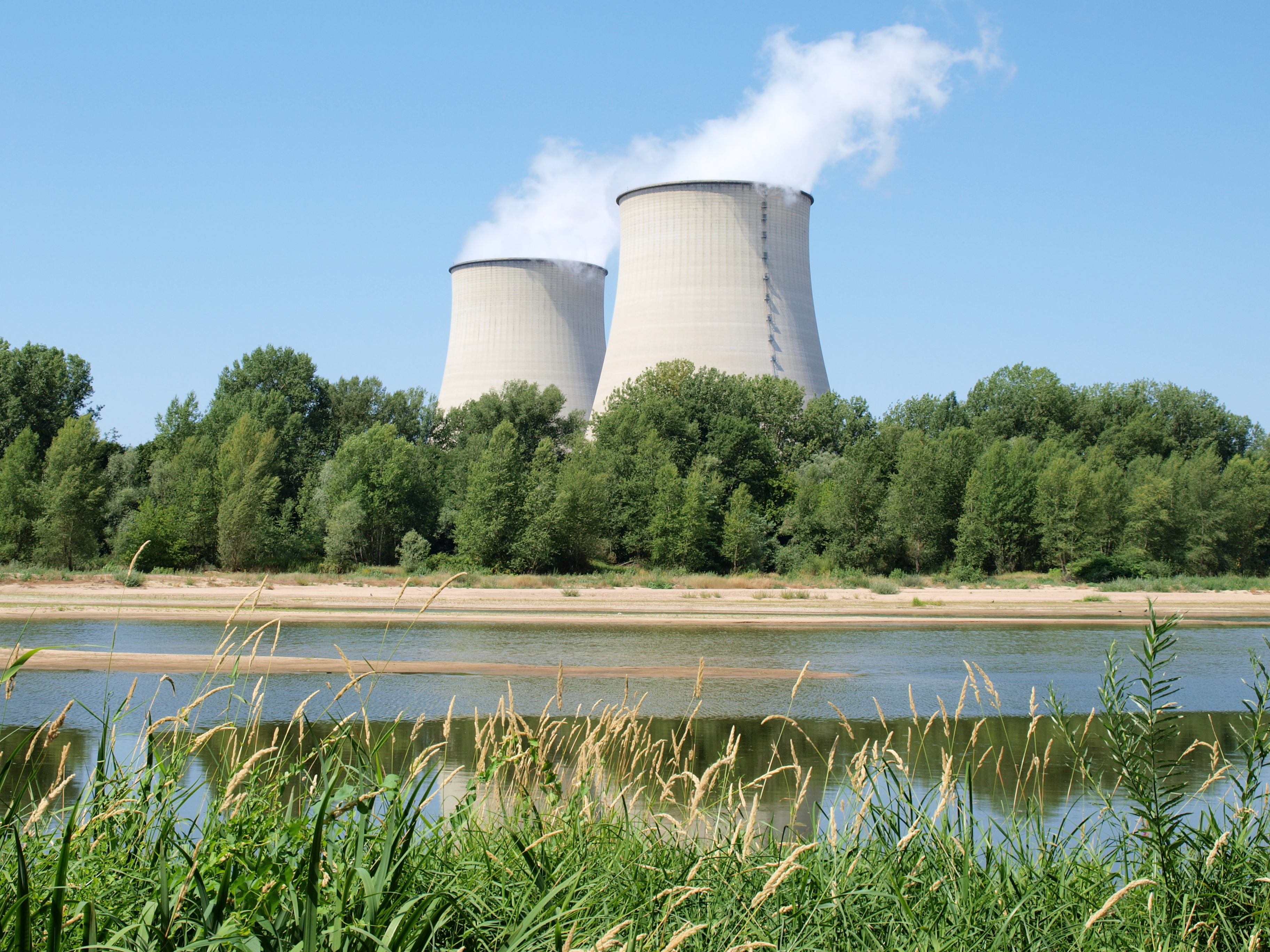
Centrale nucléaire de Belleville-sur-Loire.

### Industrie
La centrale nucléaire de Belleville se trouve sur la commune et compte deux réacteurs à eau pressurisée de 1300 MWe. En 2021, elle a produit 18,07 TWh d'électricité faible en CO², soit 5 % de la production nucléaire française.

## Culture locale et patrimoine

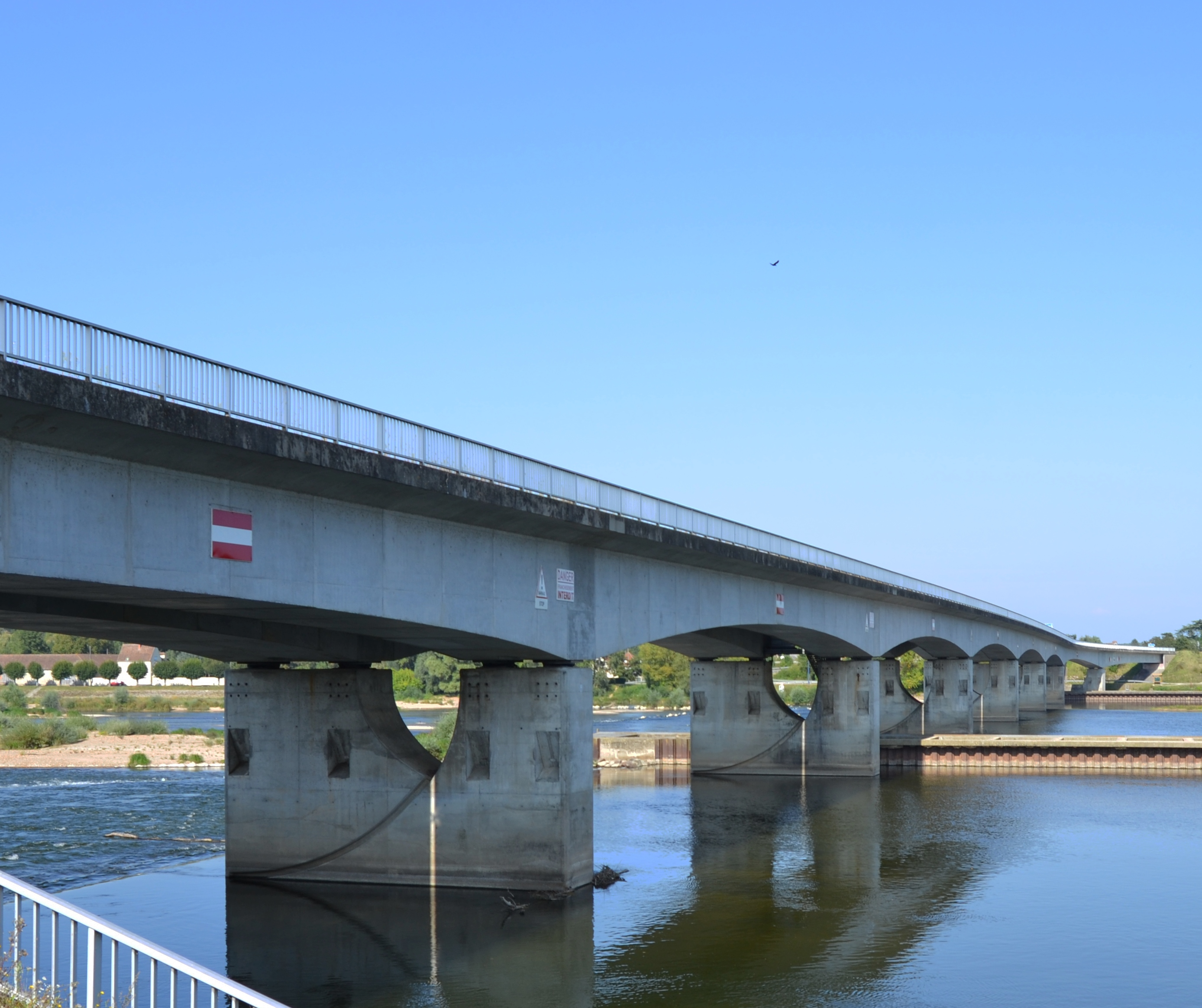
Le pont en 2014.

### Lieux et monuments
- Église Saint-Remy
- Le pont de Neuvy-sur-Loire long de 410 m traversant la Loire permet de rejoindre Neuvy-sur-Loire dans la Nièvre.
- Maison de Loire du Cher.

### Héraldique
| Blason de Belleville-sur-Loire | Blason  | D’azur au château couvert, flanqué de deux échauguettes crénelées d’argent, maçonné de sable, sur une champagne de sinople chargée d’une rivière ondée d’azur coulant en barre, au chef de sinople chargé d’un lion léopardé d’or, lampassé de gueules, adextré d’une tête de crosse contournée d’or mouvant du trait du chef. DeviseIn pulchritudine robur. |
| Blason de Belleville-sur-Loire | Détails | Le statut officiel du blason reste à déterminer. |